# Sabana sudanesa occidental
La sabana sudanesa occidental es una ecorregión de la ecozona afrotropical, definida por WWF, que se extiende por África occidental, desde la costa atlántica de Senegal hasta el este de Nigeria. Está situada entre el Sahel, al norte, y el mosaico de selva y sabana de Guinea, al sur. 

## Descripción
Es una ecorregión de sabana que ocupa una superficie de 1.638.500 kilómetros cuadrados en África occidental, desde la costa atlántica de Senegal, a través del oeste de Gambia, el sur de Malí, Burkina Faso, el norte de Guinea, Costa de Marfil, Ghana, Togo y Benín y el sur de Níger, hasta el este de Nigeria.
Limita al norte con la sabana de acacias del Sahel y la sabana inundada del delta interior del Níger-Bani, al este con el mosaico del macizo de Mandara y la sabana sudanesa oriental y al sur con el mosaico de selva y sabana de Guinea, el mosaico de selva y pradera de la meseta de Jos y la selva guineana oriental. Además, en su interior se encuentra un enclave de la sabana inundada del lago Chad.
Es una región muy llana, con una altitud entre 200 y 400 m s. n. m. El clima es tropical, con estaciones muy marcadas. La estación seca dura varios meses, durante los cuales la mayor parte de los árboles pierden las hojas y las hierbas se secan.

## Flora
Es una sabana seca arbolada, compuesta fundamentalmente de grandes árboles y alta hierba sericura de la especie Cenchrus purpureus.

## Fauna
Aún sobreviven varias especies de grandes mamíferos en la ecorregión, aunque algunos están en peligro de extinción. La subespecie occidental de eland gigante (Taurotragus derbianus derbianus) solo sobrevive en Senegal y Malí. También son reducidas las poblaciones de licaón (Lycaon pictus), león (Panthera leo), leopardo (Panthera pardus), guepardo (Acinonyx jubatus), elefante (Loxodonta africana), jirafa occidental (Giraffa camelopardalis peralta), antílope ruano (Hippotragus equinus) y el búfalo cafre (Syncerus caffer).

## Endemismos
Solo se conocen dos especies endémicas de mamíferos (la musaraña Crocidura cinderella y el ratón listado Lemniscomys linulus), ocho de reptiles y tres de anfibios. 

## Estado de conservación
Su estado de conservación está en peligro crítico. Esta ecorregión está muy degradada por las actividades humanas (agricultura, fuego, talas para madera y carbón, caza...). Los grandes animales has sido diezmados por la caza.

## Protección
Solo el 6,7% de la ecorregión se encuentra protegido, y en gran parte de las áreas protegidas la protección no es adecuada.
- Parque nacional Boucle du Baoulé en Malí
- Parque Nacional del Río Gambia en Gambia
- Parque Nacional del Lago Kainji en Nigeria
- Parque Nacional de Mole en Ghana
- Parque Nacional Niokolo-Koba en Senegal
- Parque nacional del Comoé en Costa de Marfil
- Parque Nacional de la W del Níger en Níger, Burkina Faso y Benín

Los tres últimos han sido declarados Patrimonio de la Humanidad por la Unesco.